# (349) Dembowska
(349) Dembowska – duża planetoida w głównym pasie. Klasyfikowana jest jako planetoida typu R. Ze względu na rozmiar i wysokie albedo jest jedną z najjaśniejszych planetoid na niebie.

## Odkrycie
(349) Dembowska została odkryta 9 grudnia 1892 roku w Observatoire de Nice w Nicei przez Auguste’a Charloisa. Nazwa planetoidy została nadana na cześć Herkulesa Dembowskiego, włoskiego astronoma polskiego pochodzenia. Forma nazwiska jest żeńska, ponieważ ówczesna tradycja wymagała nadawania asteroidom wyłącznie żeńskich nazw. Przed nadaniem nazwy planetoida nosiła oznaczenie tymczasowe (349) 1892 T.